# Draba sachalinensis
Draba sachalinensis là một loài thực vật có hoa trong họ Cải. Loài này được (Schmidt) Trautv. mô tả khoa học đầu tiên năm 1883.